# Plaza de la República (Maracaibo)

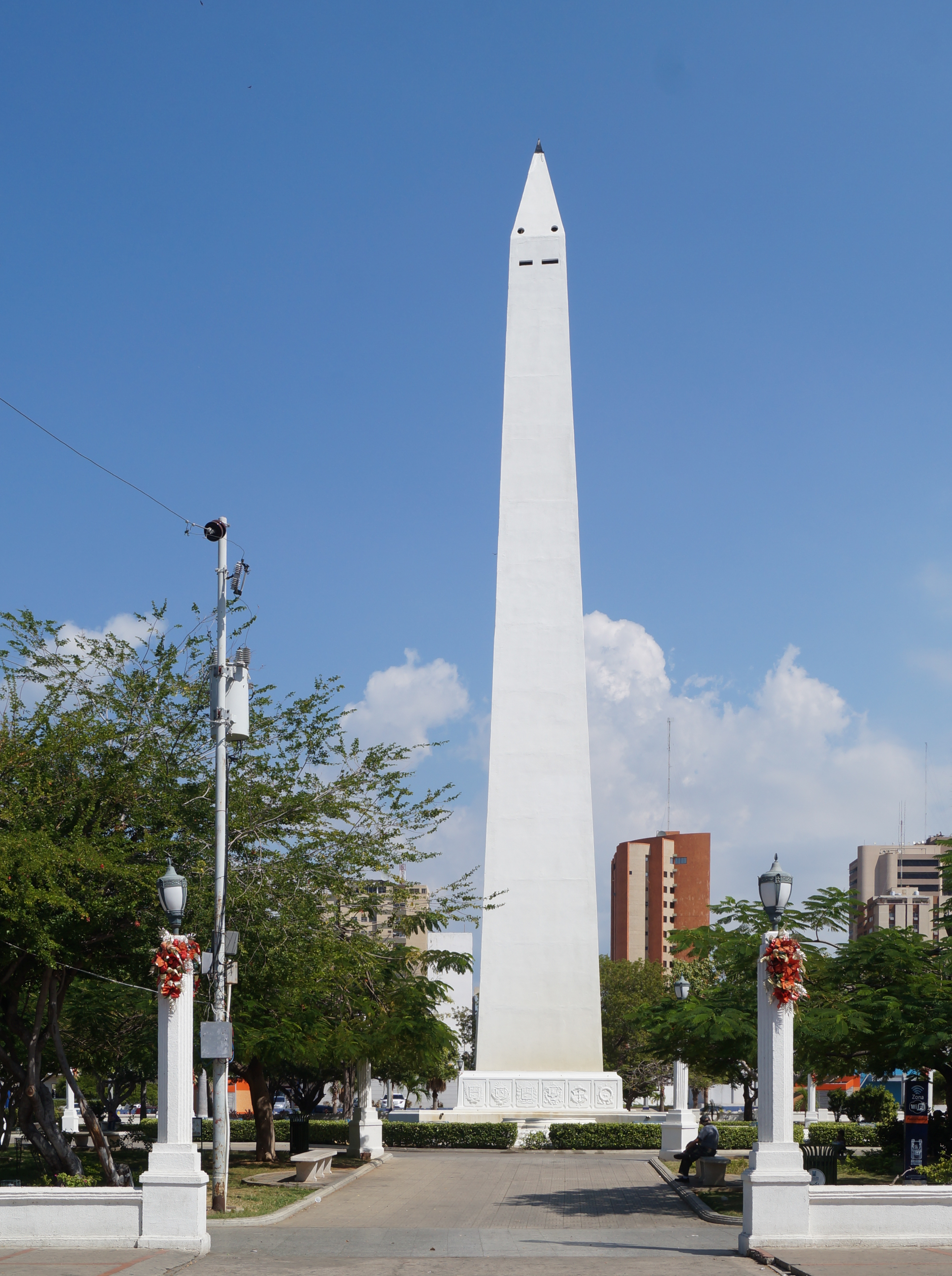
Obelisco en la Plaza de La República

La plaza de la República es una de las principales plazas de la ciudad de Maracaibo, Estado Zulia, Venezuela. La plaza está ubicada en la Calle 77 "5 de Julio", un importante bulevar de Maracaibo, que lleva el nombre de la fecha de la independencia de Venezuela.
Fue inaugurada por el presidente de la república, Isaías Medina Angarita, el 23 de agosto de 1945. La inauguración se llevó a efecto en esa fecha como homenaje al centenario de la muerte del general venezolano y héroe nacional Rafael Urdaneta, oriundo de Maracaibo y último presidente de la Gran Colombia. 
Asimismo representó la expansión y desarrollo de la ciudad de Maracaibo hacia la zona norte a partir de 1945.
La plaza posee un monumento central en forma de Obelisco de aproximadamente 49 metros de altura, que reposa en una base rectangular en la que se destacan los escudos del Distrito Capital, de las Dependencias Federales y el de Venezuela. 
El obelisco fue diseñado como "Mirador de la ciudad", siendo para el  momento de su inauguración la construcción más alta de Maracaibo. En su interior se instaló un sistema eléctrico para la posterior colocación de un ascensor, que permitiera subir al tope de la torre y contemplar una vista general de la ciudad. El golpe de Estado del 18 de octubre de 1945 y el derrocamiento de Medina Angarita, impidieron la colocación del ascensor y la finalización de la obra. El proyecto interior del obelisco estuvo a cargo del ingeniero eléctrico Alberto López, hijo de don Eduardo López Rivas y uno de los fundadores de la radiodifusión en Venezuela.
Asimismo destaca su Concha Acústica, la cual ha sido escenario de diversos eventos y presentación de renombradas orquestas y agrupaciones musicales. 